# Амбасада Србије у Берлину
Амбасада Србије у Берлину је дипломатско представништво Србије у Немачкој. Актуелни амбасадор Србије у Немачкој је Душан Црногорчевић.

## Конзулати
Постоји неколико конзулата широм Немачке:
- Генерални конзулат у Франкфурту (генерални конзул Бранко Радовановић)
- Генерални конзулат у Хамбургу (генерални конзул Наташа Рашевић)
- Генерални конзулат у Минхену (генерални конзул Снежана Миљанић)
- Генерални конзулат у Штутгарту (генерални конзул Божидар Вучуровић)
- Генерални конзулат у Дизелдорфу (генерални конзул Бранислава Перин Јарић)